# Cratere Janssen (Luna)
Janssen è un grande cratere lunare di 200,65 km situato nella parte sud-orientale della faccia visibile della Luna.
L'intera struttura è stata pesantemente consumata ed è contrassegnata da numerosi crateri minori. Lungo la parete esterna vi sono numerose brecce e aperture, ma il profilo del cratere può ancora essere osservato. Il perimetro ha una caratteristica forma esagonale sulla superficie lunare irregolare, con una leggera curvatura ai vertici. 
Il cratere Fabricius giace interamente entro il perimetro esterno, nel quadrante nordorientale di Janssen. Numerosi crateri minori, tuttavia degni di nota, caratterizzano la superficie interna. Connesso al bordo nordorientale vi è il cratere Metius, mentre a nord si trova il cratere Brenner, pesantemente danneggiato. A sudest vi è la coppia di crateri congiunti Steinheil e Watt. A cavalcioni della parete sudoccidentale giace il più piccolo cratere Lockyer. Più lontano a est, benché sembri nelle vicinanze a causa dell'elongazione, si trova l'enorme Vallis Rheita.
Nei due terzi sud di Janssen possono essere distinti i resti di un grande cratere concentrico, le cui pareti sono sovrapposte a quelle di Fabricius. La superficie di questa depressione interna contiene un sistema di rime denominate Rimae Janssen. Questa fenditura forma una curva dal bordo del cratere Fabricius fino alla parete esterna sudorientale di Janssen, e si estende per circa 140 chilometri.
Il cratere è dedicato all'astronomo francese Pierre Jules César Janssen.

## Crateri correlati
Alcuni crateri minori situati in prossimità di Janssen sono convenzionalmente identificati, sulle mappe lunari, attraverso una lettera associata al nome.
| Janssen | Coordinate            | Diametro (in km) |
| ------- | --------------------- | ---------------- |
| B       | 43°10′12″S 34°22′12″E | 21,26            |
| C       | 42°53′24″S 34°54′36″E | 7,24             |
| D       | 48°39′00″S 41°13′12″E | 28,73            |
| E       | 48°49′12″S 39°46′12″E | 24,25            |
| F       | 49°49′12″S 41°55′12″E | 35,15            |
| H       | 46°25′48″S 41°42′36″E | 9,55             |
| J       | 43°26′24″S 36°34′48″E | 26,91            |
| K       | 46°11′24″S 42°18′36″E | 15               |
| L       | 46°05′24″S 43°34′48″E | 11,78            |
| M       | 41°54′00″S 35°26′24″E | 15,63            |
| N       | 41°25′48″S 32°07′12″E | 4,7              |
| P       | 45°30′00″S 39°45′36″E | 4,09             |
| Q       | 46°21′00″S 39°21′36″E | 4,94             |
| R       | 48°16′48″S 38°42′00″E | 22,9             |
| S       | 50°25′12″S 41°49′48″E | 7,04             |
| T       | 48°52′48″S 42°18′36″E | 29,01            |
| X       | 42°55′48″S 33°16′12″E | 24,29            |